# 向林镇
向林乡，是中华人民共和国四川省泸州市叙永县下辖的一个乡镇级行政单位。

## 行政区划
向林乡下辖以下地区：
向林社区、元龙村、龙池村、大岩村、九良村、跃龙村、增加村、棉竹村和太关村。